# Chen Zhengkui
Chen Zhengkui ou Ch'êng Chêng-K'uei ou Tch'eng Tch'eng-K'ouei, de son vrai nom Zhengkui, surnoms : Duanbo, Juling et Qingli Daoren fut un peintre chinois du XVIIe siècle, originaire de Xiaogan, ville de la province du Hubei en Chine. Ses dates de naissance et de décès ne sont pas connues mais sa période d'activité se situe vers 1657-1674.

## Biographie
Peintre de paysages, Chen Zhengkui vit à Nankin où il passe l'examen de lettré accompli en 1631, puis devient fonctionnaire de la dynastie Qing jusqu'en 1657, date à laquelle il se retire. Calligraphe, poète et paysagiste, il fait partie de l'École de Nankin, dont le personnage central est le lettré fonctionnaire Zhou Lianggon (1612-1672). Ami du moine peintre Kun Can, Cheng, dans sa jeunesse, étudie la peinture avec Dong Qichang à qui il prend quelques éléments pour adapter à son propre style, telle que cette transparence due à la minimisation de la texture et du détail. C'est en tant que peintre amateur qu'il a une production très importante.
Chen Zhengkui est l'ami intime de célèbres lettrés toujours loyaux à la dynastie des Ming, comme Gu Yangwu (1613-1682), Zhou Lianggon, Qian Qianyi (1582-1664), et Gong Xian. Ils ont l'habitude de se réunir au monastère de Youqi, dans la montagne de la `tête de Bœuf, où vit Kun Can.

## Musées
- Chicago (Art Institute of Chicago) :
  - Paysage de montagnes daté 1646, encre sur papier, rouleau en longueur.
  - Rochers fantastiques et paysages de larges rivières avec arbres et pavillons, signé et daté 1655, rouleau en longueur.
- Nankin :
  - Paysage, couleur sur papier, feuille d'album portant le sceau de l'artiste.
- Stockholm (Nat. Mus.):
  - Rochers suspendus et grands pins près d'un ruisseau de montagne, signé et daté 1674, encre et couleurs sur papier.